# EC 번호
EC 번호(영어: EC number)는 효소가 촉매하는 화학 반응에 따라 효소를 분류하기 위한 숫자 분류 체계이다. 효소 번호(酵素番號) 또는 효소 위원회 번호(酵素委員會番號, 영어: Enzyme Commission number)라고도 한다. 효소 명명 시스템으로서 모든 EC 번호는 해당 효소 촉매 반응에 대한 권장명과 연결된다.
EC 번호는 효소를 지정하는 것이 아니라 효소 촉매 반응을 지정한다. 서로 다른 효소들(예: 다른 생물체들에서)이 동일한 반응을 촉매하면 동일한 EC 번호를 부여받는다. 더욱이 수렴 진화를 통해 완전히 다른 단백질 접힘이 동일한 반응을 촉매할 수 있으며(이들은 때때로 비상동 동기능 효소라고 불림), 따라서 이들에게는 동일한 EC 번호가 부여된다. 대조적으로 유니프롯 식별자는 아미노산 서열로 단백질을 고유하게 지정한다.

## 번호 형식
모든 효소 코드는 "EC" 문자와 문자 뒤에 이어지는 마침표로 구분된 4개의 숫자로 구성된다. 이들 숫자는 효소를 점진적으로 세분화한다. 예비 EC 번호가 존재하며 네 번째 숫자의 일부로 "n"이 존재할 수도 있다(예: EC 3.5.1.n3).
예를 들어 트라이펩타이드 아미노펩티데이스는 코드 "EC 3.4.11.4"를 가지며, 그 구성 요소들은 다음의 효소군(群)을 나타낸다.
- EC 3은 가수분해효소(물을 사용해서 다른 분자를 분해하는 효소)를 나타낸다.
- EC 3.4는 펩타이드 결합에 작용하는 가수분해효소를 나타낸다.
- EC 3.4.11은 폴리펩타이드의 아미노 말단 아미노산을 절단하는 가수분해효소를 나타낸다.
- EC 3.4.11.4는 트라이펩타이드의 아미노 말단을 절단하는 가수분해효소이다.

## 반응 유사성
효소 반응 간의 유사성은 결합 변화, 반응 중심 또는 하부 구조 매트릭(이전의 EC-BLAST, 현재는 EMBL-EBI 효소 포털)을 사용하여 계산할 수 있다.

## 역사
EC 번호 체계가 개발되기 전에 효소는 임의적인 방식으로 명명되었으며 어떤 반응이 촉매되었는지에 대한 단서가 거의 또는 전혀 없는 오래된 노란색 효소(old yellow enzyme) 또는 말산효소와 같은 이름이 일반적으로 사용되었다. 이러한 이름의 대부분은 사용되지 않았지만 특히 펩신 및 파파인과 같이 매우 낮은 특이성을 갖는 단백질가수분해효소가 여전히 사용되고 있는데, 이는 특이성에 근거한 합리적인 분류가 매우 어렵기 때문이다.
1950년대에 이르기까지 이러한 혼란은 계속되었고 호프만 오스텐호프(Hoffman-Ostenhof)와 말콤 딕슨(Malcolm Dixon)과 에드윈 C. 웹(Edwin C. Webb)이 효소 촉매 반응을 분류하기 위해 다소 유사한 계획을 제안한 후, 1955년에 브뤼셀에서 열린 국제 생화학 회의(International Congress of Biochemistry)에서 말콤 딕슨 의장 하에 효소 위원회(Enzyme Commission)가 설립되었다. 첫 번째 버전은 1961년에 출판되었으며, 효소 위원회는 그 당시에 해산되었지만 그 이름은 EC 번호라는 용어에 남아 있다. 1992년에 국제 생화학·분자생물학 연합(IUBMB)에서 인쇄본으로 출판한 마지막 버전인 6판이 출간되었다. 부록 1~4는 1993년~1999년에 출판되었다. 후속 보충 자료는 국제 생화학·분자생물학 연합의 명명 위원회 웹사이트에 전자적으로 출판되었다. 2018년 8월에 국제 생화학·분자생물학 연합은 자리옮김효소를 포함하는 최상위 EC 7 카테고리를 추가하여 시스템을 수정했다.

## 분류와 명명법
EC 번호는 효소의 계통적 분류와 관계가 깊다. 또한 분류의 기준에 공통항이 존재하기 때문에 계통적 명명법과 EC번호와는 적지 않은 대응 관계를 찾아낼 수 있다. EC 번호의 분류 기준은 효소의 특성인 반응 특이성과 기질 특이성의 차이로 구분되어 있다. 다시 말해 효소 반응의 종류(반응 특이성의 차이를 의미함)와 기질의 종류(기질 특이성의 차이를 의미함)로 분류한 번호이다. 첫 번째 숫자가 1이면 산화환원효소, 2이면 전이효소, 3이면 가수분해효소, 4이면 분해효소, 5이면 이성질화효소, 6이면 연결효소, 7이면 자리옮김효소이다.
한층 더 미세한 반응 특이성의 차이나 기질의 차이에 의해 번호가 할당된다. 반응 물질이 둘 이상일 때는 콜론으로 묶을 수도 있다.
| 부류              | 촉매하는 반응                                                                                           | 전형적인 반응                                     | 관용명을 가지고 있는 효소의 예                                     |
| ----------------- | --- | ------------------------------------------------- | ------------------------------------------------------------------ |
| EC 1 산화환원효소 | 산화환원반응을 촉매함. 한 물질에서 다른 물질로 수소(H)나 산소(O) 원자 또는 전자를 전달함                | AH + B → A + BH (환원됨) A + O → AO (산화됨)      | 탈수소효소, 산화효소                                               |
| EC 2 전이효소     | 한 물질에서 다른 물질로 작용기를 전달함. 이러한 작용기는 메틸기, 아실기, 아미노기 또는 인산기일 수 있음 | AB + C → A + BC                                   | 아미노기전이효소, 키네이스                                         |
| EC 3 가수분해효소 | 가수분해반응을 촉매함                                                                                   | AB + H2O → AOH + BH                               | 지질가수분해효소, 아밀레이스, 단백질가수분해효소, 인산가수분해효소 |
| EC 4 분해효소     | 기질로부터 작용기의 비가수분해적 첨가 또는 제거. C–C, C–N, C–O 또는 C–S 결합이 절단될 수 있음           | RCOCOOH → RCOH + CO2 또는 [X-A+B-Y] → [A=B + X-Y] | 탈카복실화효소                                                     |
| EC 5 이성질화효소 | 분자 내 재배열, 즉 단일 분자 내에서의 이성질화                                                          | ABC → BCA                                         | 이성질화효소, 뮤테이스                                             |
| EC 6 연결효소     | ATP의 분해와 함께 새로운 C–C, C–N, C–O 또는 C–S 결합을 생성해 두 분자를 결합시킴                        | X + Y + ATP → XY + ADP + Pi                       | 합성효소                                                           |
| EC 7 자리옮김효소 | 생체막을 가로지르는 이온 또는 분자의 이동이나 막 내에서의 분리를 촉매함                                 |                                                   | 수송체                                                             |

모든 효소에 대해서 이 번호가 할당되어 있으며 현재 약 8,000 종류 정도의 반응이 발견되었다. 또한 어떤 활성을 담당하는 효소가 다른 활성을 가지는 경우도 많다. 또한 EC 번호는 효소를 특정하는 것이 아니라 같은 기질에 같은 반응으로 작용하는 효소 그룹에 EC 번호가 할당되게 된다. 즉 동질효소는 같은 EC 번호를 부여받게 된다.

### 명명법
효소의 이름은 국제 생화학·분자생물학 연합의 효소 위원회에 의해 명명될 때 동시에 EC 번호가 부여된다. 효소의 명칭에는 관용명과 계통명이 붙는다. 관용명과 계통명의 차이에 대해서는 예를 들면서 설명한다.
예를 들면, 다음의 효소는 같은 효소이다. (EC 번호 = EC 1.1.1.1)
- 계통명 – 알코올:NAD+ 산화환원효소
- 관용명 – 알코올 탈수소효소

계통명은 기질 분자의 명칭(복수일 경우 병기)와 반응의 명칭을 연결해 명명된다. 계통명에서의 반응 명칭에는 규제가 있으며, 원칙적으로 다음 중 하나가 사용된다.
- 최상위 분류군 (EC 1~7의 명칭): 산화환원효소, 전이효소, 가수분해효소, 분해효소, 이성질화효소, 연결효소, 자리옮김효소
- 에피머화 반응: 에피머화효소
- 분자 내 전이: 뮤테이스
- 라세미화 반응: 라세미화효소

관용명도 기본적으로 계통명과 같은 규칙으로 명명되지만 기질의 일부를 생략해 단축할 수 있다. 또한 명명 규칙에 따르지 않는 효소도 많은데 DNA 중합효소 등은 그 중 하나이다.
오래 전에 발견되어 명명된 효소에 대해서는 상술한 규칙이 아닌 당시의 명칭이 그대로 사용되고 있다.
- 펩신
- 트립신
- 키모트립신
- 카탈레이스

등이 이에 해당한다.
이하에 EC 번호에 따른 구분 방식을 설명하고 있다.

## EC 1.–: 산화환원효소
- EC 1.1.–: CH–OH 결합에 대해 산화환원효소로 작용한다.
  - EC 1.1.1.–: NAD+ 또는 NADP+를 전자수용체로 사용한다.
  - EC 1.1.2.–: 사이토크롬을 전자수용체로 사용한다.
  - EC 1.1.3.–: 산소를 전자수용체로 사용한다.
  - EC 1.1.4.–: 다이설파이드를 전자수용체로 사용한다.
  - EC 1.1.5.–: 퀴논 또는 그 유사 화합물을 전자수용체로 사용한다.
  - EC 1.1.99.–: 기타 물질을 전자수용체로 사용한다.
- EC 1.2.–: 알데하이드 또는 케톤에 대하여 산화환원효소로 작용한다.
  - EC 1.2.1.–: NAD+ 또는 NADP+를 전자수용체로 사용한다.
  - EC 1.2.2.–: 사이토크롬을 전자수용체로 사용한다.
  - EC 1.2.3.–: 산소를 전자수용체로 사용한다.
  - EC 1.2.4.–: 다이설파이드를 전자수용체로 사용한다.
  - EC 1.2.5.–: 해당없음
  - EC 1.2.6.–: 해당없음
  - EC 1.2.7.–: 철-황 단백질을 전자수용체로 사용한다.
  - EC 1.2.99.–: 기타 물질을 전자수용체로 사용한다.
- EC 1.3.–: CH–CH 결합에 대해 산화환원효소로 작용한다.
  - EC 1.3.1.–: NAD+ 또는 NADP+를 전자수용체로 사용한다.
  - EC 1.3.2.–: 사이토크롬을 전자수용체로 사용한다.
  - EC 1.3.3.–: 산소를 전자수용체로 사용한다.
  - EC 1.3.5.–: 퀴논 또는 관련 화합물을 전자수용체로 사용한다.
  - EC 1.3.7.–: 철-황 단백질을 전자수용체로 사용한다.
  - EC 1.3.99.–: 기타 물질을 전자수용체로 사용한다.
- EC 1.4.–: CH–NH2 결합에 대해 산화환원효소로 작용한다.
  - EC 1.4.1.–: NAD+ 또는 NADP+를 전자수용체로 사용한다.
  - EC 1.4.2.–: 사이토크롬을 전자수용체로 사용한다.
  - EC 1.4.3.–: 산소를 전자수용체로 사용한다.
  - EC 1.4.4.–: 다이설파이드를 전자수용체로 사용한다.
  - EC 1.4.7.–: 철-황 단백질을 전자수용체로 사용한다.
  - EC 1.4.99.–: 기타 물질을 전자수용체로 사용한다.
- EC 1.5.–: CH-NH 결합에 대해 산화환원효소로 작용한다.
  - EC 1.5.1.–: NAD+ 또는 NADP+를 전자수용체로 사용한다.
  - EC 1.5.3.–: 산소를 전자수용체로 사용한다.
  - EC 1.5.4.–: 다이설파이드를 전자수용체로 사용한다.
  - EC 1.5.5.–: 퀴논 또는 관련 화합물을 전자수용체로 사용한다.
  - EC 1.5.7.–: 철-황 단백질을 전자수용체로 사용한다.
  - EC 1.5.8.–: 플라빈을 전자수용체로 사용한다.
  - EC 1.5.99.–: 기타 물질을 전자수용체로 사용한다.
- EC 1.6.–: NADH 또는 NADPH에 대해 산화환원효소로 작용한다.
  - EC 1.6.1.–: NAD+ 또는 NADP+를 전자수용체로 사용한다.
  - EC 1.6.2.–: 사이토크롬을 전자수용체로 사용한다.
  - EC 1.6.3.–: 산소를 전자수용체로 사용한다.
  - EC 1.6.4.–: 다이설파이드를 전자수용체로 사용한다.
  - EC 1.6.5.–: 퀴논 또는 관련 화합물을 전자수용체로 사용한다.
  - EC 1.6.6.–: 질소 화합물을 전자수용체로 사용한다.
  - EC 1.6.7.–: 철-황 단백질을 전자수용체로 사용한다.
  - EC 1.6.8.–: 플라빈을 전자수용체로 사용한다.
  - EC 1.6.99.–: 기타 물질을 전자수용체로 사용한다.
- EC 1.7.–: 다른 질소 화합물이 전자를 공여한다.
  - EC 1.7.1.–: NAD+ 또는 NADP+를 전자수용체로 사용한다.
  - EC 1.7.2.–: 사이토크롬을 전자수용체로 사용한다.
  - EC 1.7.3.–: 산소를 전자수용체로 사용한다.
  - EC 1.7.7.–: 철-황 단백질을 전자수용체로 사용한다.
  - EC 1.7.99.–: 기타 물질을 전자수용체로 사용한다.
- EC 1.8.–: 황 화합물에 대해 산화환원효소로 작용한다.
  - EC 1.8.1.–: NAD+ 또는 NADP+를 전자수용체로 사용한다.
  - EC 1.8.2.–: 사이토크롬을 전자수용체로 사용한다.
  - EC 1.8.3.–: 산소를 전자수용체로 사용한다.
  - EC 1.8.4.–: 다이설파이드를 전자수용체로 사용한다.
  - EC 1.8.5.–: 퀴논 또는 관련 화합물을 전자수용체로 사용한다.
  - EC 1.8.6.–: 질소 화합물을 전자수용체로 사용한다.
  - EC 1.8.7.–: 철-황 단백질을 전자수용체로 사용한다.
  - EC 1.8.98.–: 알려진 기타 물질을 전자수용체로 사용한다.
  - EC 1.8.99.–: 기타 물질을 전자수용체로 사용한다.
- EC 1.9.–: 헴에 대해 산화환원효소로 작용한다.
  - EC 1.9.3.–: 산소를 전자수용체로 사용한다.
  - EC 1.9.6.–: 질소 화합물을 전자수용체로 사용한다.
  - EC 1.9.99.–: 기타 물질을 전자수용체로 사용한다.
- EC 1.10.–: 다이페놀 관련 화합물을 전자공여체로 하여 산화환원효소로 작용한다.
  - EC 1.10.1.–: NAD+ 또는 NADP+를 전자수용체로 사용한다.
  - EC 1.10.2.–: 사이토크롬을 전자수용체로 사용한다.
  - EC 1.10.3.–: 산소를 전자수용체로 사용한다.
  - EC 1.10.99.–: 기타 물질을 전자수용체로 사용한다.
- EC 1.11.–: 과산화물을 전자수용체로 하여 산화환원효소로 작용한다.
  - EC 1.11.1.–: 퍼옥시데이스
- EC 1.12.–: 수소를 전자공여체로 하여 산화환원효소로 작용한다.
  - EC 1.12.1.–: NAD+ 또는 NADP+를 전자수용체로 사용한다.
  - EC 1.12.2.–: 사이토크롬을 전자수용체로 사용한다.
  - EC 1.12.5.–: 퀴논 또는 관련 화합물을 전자수용체로 사용한다.
  - EC 1.12.7.–: 철-황 단백질을 전자수용체로 사용한다.
  - EC 1.12.98.–: 알려진 기타 물질을 전자수용체로 사용한다.
  - EC 1.12.99.–: 기타 물질을 전자수용체로 사용한다.
- EC 1.13.–: 산소 분자를 취하여 전자를 공여한다. 즉 산소화효소 부류
  - EC 1.13.11.–: 2개의 산소 원자와 결합한다.
  - EC 1.13.12.–: 1개의 산소 원자와 결합한다. 내부 일산소화효소 또는 내부 혼합 기능 산화효소
  - EC 1.13.99.–: 기타 산소화효소
- EC 1.14.–: 전자쌍 공여 작용을 가지고 있는 산화환원효소, 산소 분자를 취하거나 산소 분자를 환원시킨다.
  - EC 1.14.2.–: 아스코르브산을 전자공여체로 사용한다.
  - EC 1.14.3.–: 프테리딘 환원체를 전자공여체로 사용한다.
  - EC 1.14.11.–: α-케토글루타르산 부류를 하나의 전자공여체로 한다. 산소를 각각 전자공여체에 도입한다.
  - EC 1.14.12.–: NADH 또는 NADPH를 하나의 전자공여체로 한다. 한쪽 전자공여체가 2개의 산소 원자를 도입한다.
  - EC 1.14.13.–: NADH 또는 NADPH를 하나의 전자공여체로 하여 1개의 산소 원자를 도입한다.
  - EC 1.14.14.–: 플라빈 또는 플라보단백질을 하나의 전자공여체로 하여 한 분자의 산소를 도입한다.
  - EC 1.14.15.–: 환원형 철-황 단백질을 하나의 전자공여체로 하여 한 분자의 산소를 도입한다.
  - EC 1.14.16.–: 환원형 프테리딘을 하나의 전자공여체로 하여 한 분자의 산소를 도입한다.
  - EC 1.14.17.–: 환원형 아스코르브산류를 하나의 전자공여체로 하여 한 분자의 산소를 도입한다.
  - EC 1.14.18.–: 기타 분자를 하나의 전자공여체로 하여 한 분자의 산소를 도입한다.
  - EC 1.14.19.–: 2전자 산화에 의해 산소 분자가 환원되어 2분자의 물이 된다.
  - EC 1.14.20.–: α-케토글루타르산 부류를 하나의 전자공여체로 하여 다른 쪽을 탈수소화한다.
  - EC 1.14.21.–: NADH 또는 NADPH를 하나의 전자공여체로 하여 다른 쪽을 탈수소화한다.
  - EC 1.14.99.–: 기타 전자에 대한 산화환원효소
- EC 1.15.–: 초과산화물을 전자수용체로 사용한다.
- EC 1.16.–: 금속 이온을 산화시킨다.
  - EC 1.16.1.–: NADH 또는 NADPH를 전자공여체로 사용한다.
  - EC 1.16.3.–: 산소를 전자수용체로 사용한다.
  - EC 1.16.8.–: 플라빈을 전자수용체로 사용한다.
- EC 1.17.–: 메틸렌기, 메틸기에 작용한다.
  - EC 1.17.1.–: NAD+ 또는 NADP+를 전자수용체로 사용한다.
  - EC 1.17.3.–: 산소를 전자수용체로 사용한다.
  - EC 1.17.4.–: 다이설파이드를 전자수용체로 사용한다.
  - EC 1.17.5.–: 퀴논 또는 관련 화합물을 전자수용체로 사용한다.
  - EC 1.17.99.–: 기타 물질을 전자수용체로 사용한다.
- EC 1.18.–: 철-황 단백질을 전자공여체로 사용한다.
  - EC 1.18.1.–: NAD+ 또는 NADP+를 전자수용체로 사용한다.
  - EC 1.18.3–: 수소 이온을 전자수용체로 사용한다.
  - EC 1.18.6.–: 질소 분자를 전자수용체로 사용한다.
  - EC 1.18.96.–: 알려진 기타 물질을 전자수용체로 사용한다.
  - EC 1.18.99.–: 수소 이온을 전자수용체로 사용한다.
- EC 1.19.–: 환원형 플라보독신을 전자공여체로 사용한다.
  - EC 1.19.6.–: 질소 분자를 전자수용체로 사용한다.
- EC 1.20.–: 인 또는 비소를 전자공여체로 사용한다.
  - EC 1.20.1.–: 인 또는 비소를 전자공여체로 사용하고 NAD(P)+를 전자수용체로 사용한다.
  - EC 1.20.4.–: 인 또는 비소를 전자공여체로 사용하고 다이설파이드를 전자수용체로 사용한다.
  - EC 1.20.98.–: 인 또는 비소를 전자공여체로 사용하고 알려진 기타 물질을 전자수용체로 사용한다.
  - EC 1.20.99.–: 인 또는 비소를 전자공여체로 사용하고 기타 물질을 전자수용체로 사용한다.
- EC 1.21.–: X–H 및 Y–H 화합물로부터 X–Y 결합을 생성한다.
  - EC 1.21.3.–: 산소를 전자수용체로 사용한다.
  - EC 1.21.4.–: 다이설파이드를 전자수용체로 사용한다.
  - EC 1.21.99.–: 기타 물질을 전자수용체로 사용한다.
- EC 1.97.–: 기타 산화환원효소
- EC 1.98.–: 수소 분자를 환원제로 사용하는 효소
- EC 1.99.–: 산소 분자를 산화제로 사용하는 효소
  - EC 1.99.1.–: 하이드록실레이스 → EC 1.14로 통합
  - EC 1.99.1.–: 산소화효소 → EC 1.13으로 통합

## EC 2.–: 전이효소
- EC 2.1.–: 탄소 원자가 1개인 작용기를 옮긴다.
  - EC 2.1.1.–: 메틸기를 옮긴다.
  - EC 2.1.2.–: 하이드록시메틸기 또는 폼일기를 옮긴다.
  - EC 2.1.3.–: 카복실기 또는 카르바모일기를 옮긴다.
  - EC 2.1.4.–: 아미디노기를 옮긴다.
- EC 2.2.–: 알데하이드 또는 케톤을 옮긴다.
  - EC 2.2.1.–: 알데하이드 또는 케톤을 옮긴다.
- EC 2.3.–: 아실기를 옮긴다.
  - EC 2.3.1.–: 아미노아실기 이외의 아실기를 옮긴다.
  - EC 2.3.2.–: 아미노아실기를 옮긴다.
  - EC 2.3.3.–: 아실기를 전이할 때 알킬기로의 변환을 수반한다.
- EC 2.4.–: 글리코실기를 옮긴다.
  - EC 2.4.1.–: 6탄당 잔기를 옮긴다.
  - EC 2.4.2.–: 5탄당 잔기를 옮긴다.
  - EC 2.4.99.–: 기타 글리코실기를 옮긴다.
- EC 2.5.–: 메틸기 이외의 알킬기 또는 알릴기를 옮긴다.
- EC 2.6.–: 질소 함유 작용기를 옮긴다.
  - EC 2.6.1.–: 아미노기를 옮긴다.
  - EC 2.6.2.–: 아미디노기를 옮긴다.
  - EC 2.6.3.–: 옥심기를 옮긴다.
  - EC 2.6.99.–: 기타 질소 함유 작용기를 옮긴다.
- EC 2.7.–: 인을 함유한 작용기를 옮긴다.
  - EC 2.7.1.–: 키네이스 (하이드록실기에 연결함)
  - EC 2.7.2.–: 카복실기로 옮긴다.
  - EC 2.7.3.–: 질소 함유 작용기로 옮긴다.
  - EC 2.7.4.–: 인산기로 옮긴다.
  - EC 2.7.5.–: 분자 내에서의 이동을 촉매한다. (초기판에만 존재하는 분류로 이후에 EC 5.4.2로 편입되었다.)
  - EC 2.7.6.–: 이인산기를 옮긴다.
  - EC 2.7.7.–: 뉴클레오타이드를 옮긴다.
  - EC 2.7.8–: 그 외에 인산기를 포함하는 작용기를 옮긴다.
  - EC 2.7.9–: 복수의 분자를 수용체로 사용한다.
  - EC 2.7.10.–: 단백질-티로신 키네이스
  - EC 2.7.11.–: 단백질-세린/트레오닌 키네이스
  - EC 2.7.12.–: 이중 특이성 키네이스, 세린/트레오닌 또는 티로신 잔기에 작용한다.
  - EC 2.7.13.–: 단백질-히스티딘 키네이스
  - EC 2.7.99.–: 기타 키네이스
- EC 2.8.–: 황을 함유한 작용기를 옮긴다.
  - EC 2.8.1.–: 황전이효소
  - EC 2.8.2.–: 설포전이효소
  - EC 2.8.3.–: CoA 전이효소
  - EC 2.8.4.–: 알킬싸이오기전이효소
- EC 2.9.–: 셀레늄을 함유한 작용기를 옮긴다.
  - EC 2.9.1.–: 셀레노트랜스퍼레이스

## EC 3.–: 가수분해효소
- EC 3.1.–: 에스터가수분해효소
  - EC 3.1.1.–: 카복실산 에스터가수분해효소
  - EC 3.1.2.–: 3가 알코올의 에스터가수분해효소
  - EC 3.1.3.–: 1가 인산 에스터가수분해효소
  - EC 3.1.4.–: 포스포다이에스터가수분해효소
  - EC 3.1.5.–: 삼인산 모노에스터가수분해효소
  - EC 3.1.6.–: 황산 에스터가수분해효소
  - EC 3.1.7.–: 이인산 모노에스터가수분해효소
  - EC 3.1.8.–: 인산 트라이에스터가수분해효소
  - EC 3.1.11.–: 5'-인산 모노에스터 생산 엔도디옥시리보뉴클레이스
  - EC 3.1.13.–: 5'-인산 모노에스터 생산 엑소리보뉴클레이스
  - EC 3.1.14.–: 3'-인산 모노에스터 생산 엑소리보뉴클레이스
  - EC 3.1.15.–: RNA 또는 DNA에 작용하는 5'-인산 모노에스터 생산 엑소뉴클레이스
  - EC 3.1.16.–: RNA 또는 DNA에 작용하는 3'-인산 모노에스터 생산 엑소뉴클레이스
  - EC 3.1.21.–: 5'-인산 모노에스터 생산 엔도디옥시리보뉴클레이스
  - EC 3.1.22.–: 3'-인산 모노에스터 생산 엔도디옥시리보뉴클레이스
  - EC 3.1.23.–: 결번, EC 3.1.21.3, EC 3.1.21.4 또는 EC 3.1.21.5에 통합
  - EC 3.1.24.–: 결번, EC 3.1.21.3, EC 3.1.21.4 또는 EC 3.1.21.5에 통합
  - EC 3.1.25.–: 부위 특이성을 갖는 대체 염기 특이성 엔도디옥시리보뉴클레이스
  - EC 3.1.26.–: 5'-인산 모노에스터 생산 엔도리보뉴클레이스
  - EC 3.1.27.–: 3'-인산 모노에스터 생산 엔도리보뉴클레이스
  - EC 3.1.30.–: RNA 또는 DNA에 작용하는 5'-인산 모노에스터 생산 엔도리보뉴클레이스
  - EC 3.1.31.–: RNA 또는 DNA에 작용하는 3'-인산 모노에스터 생산 엔도리보뉴클레이스
- EC 3.2.–: 당 가수분해효소
  - EC 3.2.1.–: 글리코사이드 가수분해효소
  - EC 3.2.2.–: N-글리코실 화합물 가수분해효소
  - EC 3.2.3.–: S-글리코실 화합물 가수분해효소
- EC 3.3.–: 에터 및 싸이오에터 가수분해효소
  - EC 3.3.1.–: 싸이오에터 트라이알킬설포늄 가수분해효소
  - EC 3.3.2.–: 에터가수분해효소
- EC 3.4.–: 펩타이드 결합 가수분해효소
  - EC 3.4.1.–: α-아미노아실 펩타이드 가수분해효소 (폐지)
  - EC 3.4.2.–: 펩타이드성 아미노산 가수분해효소 (폐지)
  - EC 3.4.3.–: 다이펩다이드 가수분해효소 (폐지)
  - EC 3.4.4.–: 펩타이드성 펩타이드 가수분해효소 (폐지)
  - EC 3.4.11.–: 아미노펩티데이스
  - EC 3.4.12.–: 펩타이드성 아미노산 가수분해효소 또는 아실 아미노산 가수분해효소
  - EC 3.4.13.–: 다이펩티데이스
  - EC 3.4.14.–: 다이펩티딜 펩티데이스 및 트라이펩티딜 펩티데이스
  - EC 3.4.15.–: 펩티딜 다이펩티데이스
  - EC 3.4.16.–: 세린성 카복시펩티데이스
  - EC 3.4.17.–: 금속단백질가수분해효소
  - EC 3.4.18.–: 시스테인성 카복시펩티데이스
  - EC 3.4.19.–: 오메가 펩티데이스
  - EC 3.4.21.–: 세린 엔도펩티데이스
  - EC 3.4.22.–: 시스테인 단백질가수분해효소
  - EC 3.4.23.–: 아스파르트산 단백질가수분해효소
  - EC 3.4.24.–: 기타 펩티데이스
  - EC 3.4.25.–: 트레오닌 엔도펩티데이스
  - EC 3.4.99.–: 촉매 메커니즘을 알 수 없는 엔도펩티데이스
- EC 3.5.–: 펩타이드 결합 이외의 C–N 결합 가수분해효소
  - EC 3.5.1.–: 선형 아마이드에 작용
  - EC 3.5.2.–: 고리형 아마이드에 작용
  - EC 3.5.3.–: 선형 아미딘에 작용
  - EC 3.5.4.–: 고리형 아미딘에 작용
  - EC 3.5.5.–: 나이트릴에 작용
  - EC 3.5.99.–: 기타 화합물에 작용
- EC 3.6.–: 산 무수물에 작용
  - EC 3.6.1.–: 인 함유 산 무수물에 작용
  - EC 3.6.2.–: 설포닐 함유 산 무수물에 작용
  - EC 3.6.3.–: 산 무수물에 작용 및 물질의 막 수송을 촉매함
  - EC 3.6.4.–: 산 무수물에 작용 및 세포 또는 세포소기관의 운동에 관여
  - EC 3.6.5.–: GTP에 작용 및 세포 또는 세포소기관의 운동에 관여
- EC 3.7.–: 탄소-탄소 결합에 작용
  - EC 3.7.1.–: 케톤에 작용
- EC 3.8.–: 할로젠 결합에 작용
  - EC 3.8.1.–: 탄소-할로젠 화합물에 작용
  - EC 3.8.2.–: 인-할로젠 화합물에 작용
- EC 3.9.–: 인-질소 결합에 작용
- EC 3.10.–: 황-질소 결합에 작용
- EC 3.11.–: 탄소-인 결합에 작용
- EC 3.12.–: 황-황 결합에 작용
- EC 3.13.–: 탄소-황 결합에 작용

## EC 4.–: 분해효소
- EC 4.1.–: 탄소-탄소 분해효소
  - EC 4.1.1.–: 카복실기의 분해에 작용
  - EC 4.1.2.–: 알데하이드의 분해에 작용
  - EC 4.1.3.–: 옥소산의 분해에 작용
  - EC 4.1.99.–: 기타 탄소-탄소 분해효소
- EC 4.2.–: 탄소-산소 분해효소
  - EC 4.2.1.–: 하이드로분해효소
  - EC 4.2.2.–: 다당류에 작용
  - EC 4.2.3.–: 인산기에 작용
  - EC 4.2.99.–: 기타 탄소-산소 분해효소
- EC 4.3.–: 탄소-질소 분해효소
  - EC 4.3.1.–: 암모니아에 작용
  - EC 4.3.2.–: 아미딘에 작용
  - EC 4.3.3.–: 아민 분해효소
  - EC 4.3.99.–: 기타 탄소-질소 분해효소
- EC 4.4.–: 탄소-황 분해효소
- EC 4.5.–: 탄소-할로젠화물 분해효소（C-ハロゲン化物リアーゼ類）
- EC 4.6.–: 인-산소 분해효소
- EC 4.99.–: 기타 분해효소

## EC 5.–: 이성질화효소
- EC 5.1.–: 라세미화효소 및 에피머화효소 (광학 이성질체의 전환)
  - EC 5.1.1.–: 아미노산에 작용
  - EC 5.1.2.–: 하이드록시산에 작용
  - EC 5.1.3.–: 탄수화물 및 그 유사체에 작용
  - EC 5.1.99.–: 기타 화합물에 작용
- EC 5.2.–: 시스-트랜스 이성질화효소
- EC 5.3.–: 분자 내에서 산화환원효소로 작용
  - EC 5.3.1.–: 알도스와 케토스의 상호변환
  - EC 5.3.2.–: 케토기와 엔올기의 상호변환
  - EC 5.3.3.–: C=C 결합의 전위
  - EC 5.3.4.–: S–S 결합의 전위
  - EC 5.3.99.–: 분자 내 산화환원효소
- EC 5.4.–: 분자 내 전위효소, 뮤테이스
  - EC 5.4.1.–: 아실기를 옮김
  - EC 5.4.2.–: 인산기 전위효소, 포스포뮤테이스
  - EC 5.4.3.–: 아미노기를 옮김
  - EC 5.4.4.–: 하이드록실기를 옮김
  - EC 5.4.99.–: 기타 작용기를 옮김
- EC 5.5.–: 분자 내 분해효소
- EC 5.99.–: 기타 이성질화효소

## EC 6.–: 연결효소
- EC 6.1.–: 탄소-산소 결합을 형성함
  - EC 6.1.1.–: 아미노아실-tRNA 및 관련 화합물을 생성하는 연결효소
- EC 6.2.–: 탄소-황 결합을 형성함
  - EC 6.2.1.–: 산과 싸이올을 결합시킴
- EC 6.3.–: 탄소-질소 결합을 형성함
  - EC 6.3.1.–: 산-암모니아 연결효소 및 산-아민 연결효소 (아마이드 합성)
  - EC 6.3.2.–: 산-D-아미노산 연결효소 (펩타이드 합성)
  - EC 6.3.3.–: 고리 닫음 반응을 일으킴
  - EC 6.3.4.–: 기타 탄소-질소 결합을 형성함
  - EC 6.3.5.–: 탄소-질소 결합을 형성하는 것 중 글루타민이 아마이드-N-공여체가 되는 것
- EC 6.4.–: 탄소-탄소 결합을 형성함
  - EC 6.4.1.–: 탄소-탄소 결합을 형성함
- EC 6.5.–: 인산 에스터 결합을 형성함
  - EC 6.5.1.–: 인산 에스터 결합을 형성함
- EC 6.6.–: 질소-금속 결합을 형성함
  - EC 6.6.1.–: 배위 복합체를 형성함

## EC 7.–: 자리옮김효소
기존에 EC 1 이나 EC 3으로 분류되었던 산화환원반응이나 가수분해반응을 이용해 이온이나 분자 등을 생체막을 가로질러 이동시키는 막 수송 단백질의 일부(예: ABC 수송체 등)가 EC 7로 새롭게 분류되었다. 농도 기울기나 전위차를 이용하는 2차 능동 수송체나 수동 수송을 행하는 이온 통로나 포린 등은 포함되어 있지 않다.
- EC 7.1.–: 양성자의 이동을 촉매함
- EC 7.2.–: 무기 양이온의 이동을 촉매함
- EC 7.3.–: 무기 음이온 및 이를 킬레이트한 분자의 이동을 촉매함
- EC 7.4.–: 아미노산과 펩타이드의 이동을 촉매함
- EC 7.5.–: 탄수화물과 그 유도체들의 이동을 촉매함
- EC 7.6.–: 기타 분자의 이동을 촉매함

## 같이 보기
- EC 번호의 목록 (영어)
- 효소의 목록 (영어)
- TC 번호 (막 수송 단백질의 분류) (영어)
- EC 번호 목록 (EC 1)
- EC 번호 목록 (EC 2)
- EC 번호 목록 (EC 3)
- EC 번호 목록 (EC 4)
- EC 번호 목록 (EC 5)
- EC 번호 목록 (EC 6)
- EC 번호 목록 (EC 7)